# Sant Esteve (Tavèrnoles)

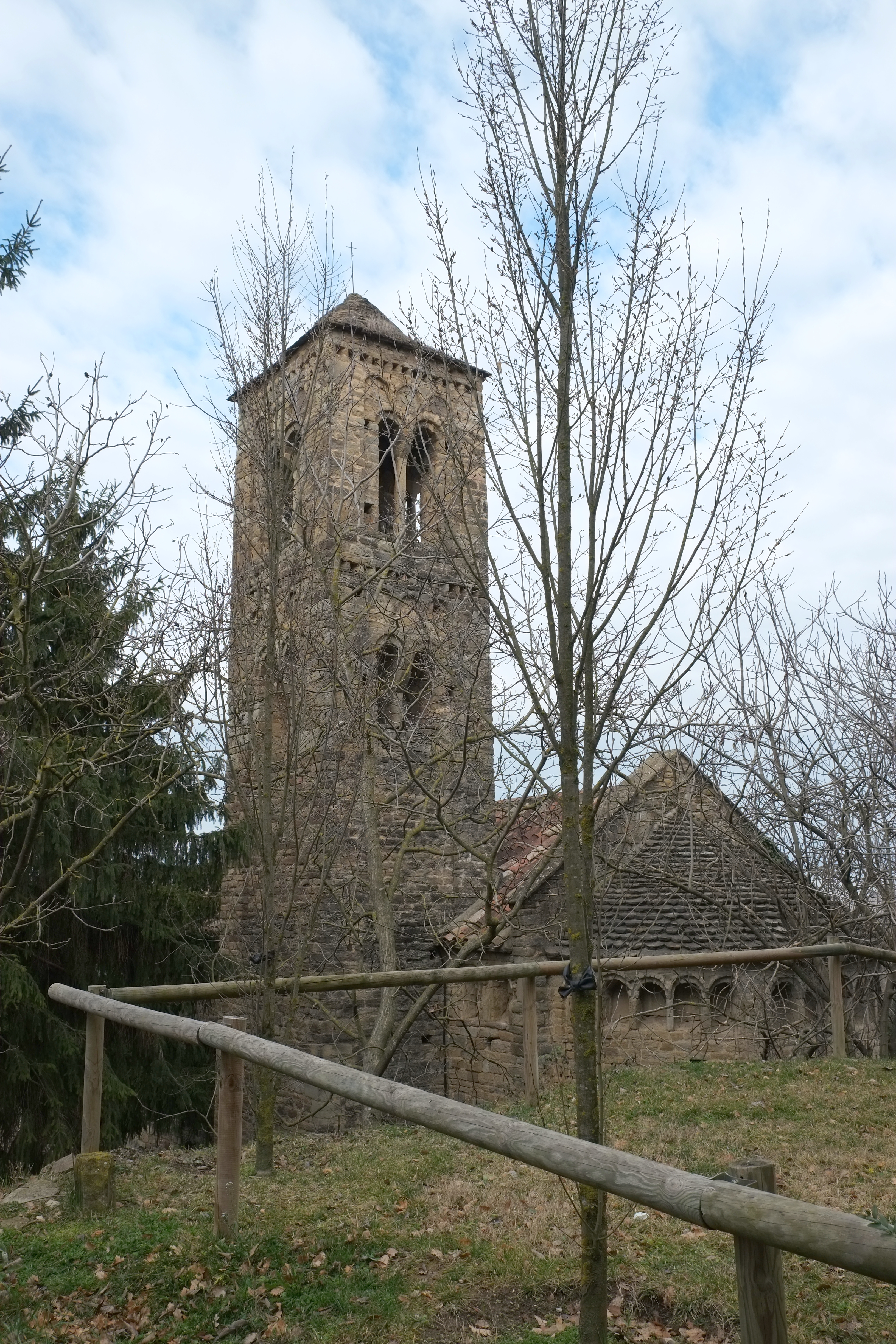
Kirche Sant Esteve, Turm und Apsis

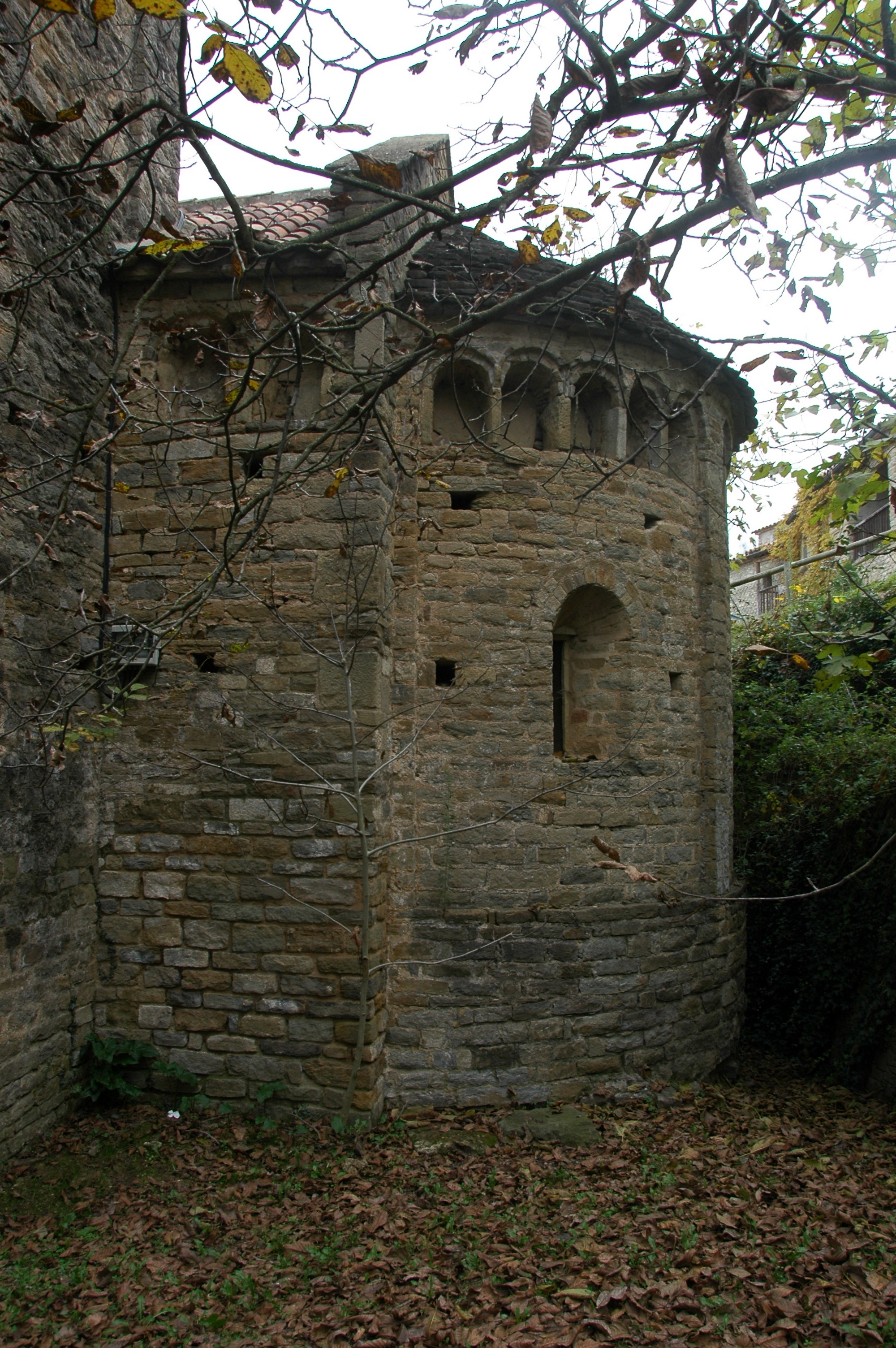
Apsis

Sant Esteve ist eine römisch-katholische Kirche in Tavèrnoles, einer spanischen Gemeinde in der Comarca Osona der Region Katalonien, die im 11. Jahrhundert errichtet wurde. Die romanische Kirche wurde zum Baudenkmal (Bien de Interés Cultural) erklärt.

## Geschichte
Die um 1070 erbaute Kirche wurde im Jahr 1083 konsekriert. Ein Baumeister, dessen Namen nicht überliefert ist, errichtete diese und weitere Kirchen in der Grafschaft Osona. Die Kirche unterstand dem Kloster Sant Pere de Casserres.
Im Jahr 1628 wurden zwei Seitenkapellen angebaut, die ebenso wie die später errichtete Sakristei im 18. Jahrhundert wieder entfernt wurden. 1728 wurde die Portalfassade verändert.

## Beschreibung
Die einschiffige Kirche mit einem halbrunden Chor wird von einem Tonnengewölbe mit zwei Gurtbögen gedeckt. Der Chor besitzt drei Fenster und unter dem Dachansatz eine Arkade, die vom lombardischen Baustil beeinflusst ist.
Die zwei Geschosse des rechteckigen Glockenturms werden von einem Sägezahnfries gegliedert. An allen Seiten befinden sich Zwillingsfenster, die eine Mittelsäule besitzen.